# Newnham (Kent)
Newnham is een civil parish in het bestuurlijke gebied Swale, in het Engelse graafschap Kent.